# Bitwa pod Kutyszczami
Bitwa pod Kutyszczami – starcie zbrojne wojny polsko-rosyjskiej prowadzonej w latach (1654–1667).
Po klęsce sił rosyjskiego dowódcy Wasyla Szeremietiewa w bitwie pod Lubarem, wojska rosyjskie podjęły próbę odwrotu w kierunku Cudnowa. 26 września ich tabor został jednak dogoniony przez polski oddział liczący 140 husarzy. Pomimo znaczącej przewagi liczebnej wojsk rosyjsko-kozackich, które liczyły około 3500 żołnierzy, polska husaria przeprowadziła udany atak. Husarze, pomimo ostrzału wroga, zdołali przełamać opór przeciwnika, zadając mu znaczne straty. Polacy ponieśli minimalne straty – zginął jedynie jeden husarz. Zwycięstwo Polaków było zdecydowane i osłabiło zdolności bojowe wojsk rosyjsko-kozackich, które nie były już w stanie przejąć inicjatywy w dalszych działaniach.